# ايفان وليامز (ممثل)
ايفان وليامز هو ممثل كندي، ولد في 1984 في كندا.

## وصلات خارجية
- ايفان وليامز على موقع IMDb (الإنجليزية)
- ايفان وليامز على موقع ألو سيني (الفرنسية)
- ايفان وليامز على موقع أول موفي (الإنجليزية)
- ايفان وليامز على موقع قاعدة بيانات الفيلم (الإنجليزية)
- ايفان وليامز على موقع كينوبويسك (الروسية)